# Missal
Missal là một đô thị thuộc bang Paraná, Brasil. Đô thị này có diện tích 319,51 km², dân số năm 2007 là 10739 người, mật độ 32,8 người/km².